# Festuca pseudosulcata
Festuca pseudosulcata är en gräsart som beskrevs av Vasiliĭ Petrovich Drobow. Festuca pseudosulcata ingår i släktet svinglar, och familjen gräs. Inga underarter finns listade i Catalogue of Life.